# Härnösands, Umeå, Luleå och Piteå valkrets
Härnösands, Umeå, Luleå och Piteå valkrets var i valen till andra kammaren 1866–1872 en egen valkrets med ett mandat. Valkretsen, som utgjordes av städerna Härnösand, Umeå, Luleå och Piteå men inte den omgivande landsbygden, utvidgades inför valet 1875 till Härnösands, Umeå, Skellefteå, Piteå, Luleå och Haparanda valkrets.

## Riksdagsmän
- Georg Peter Rönblad (1867)
- Axel Lundström (1868–1869)
- Victor Almqvist, min (1870–1872)
- Christian Fröberg (5/2 1873–1875)